# Верхньолужицька Вікіпедія
Верхньолужицька Вікіпедія (в.-луж. Hornjoserbsce Wikipedije) — розділ Вікіпедії верхньолужицькою мовою, однією з мов лужичан.
Верхньолужицька Вікіпедія станом на 26 березня 2025 року містить 13 979 статей, 26 464 зареєстрованих користувачів, 34 активних дописувачів, 4 адміністраторів
. Загальна кількість сторінок у верхньолужицькій Вікіпедії — 35 802, редагувань — 385 120, завантажених файлів — 126
. Глибина (рівень розвитку мовного розділу) верхньолужицької Вікіпедії мала і становить 26.2 пунктів
.
За кількістю статей перебуває на 152-му місці серед усіх мовних розділів та на 16-му серед слов'яномовних розділів Вікіпедії (між сілезькою та русинською Вікіпедіями).

## Історія
Все почалося з того, що один користувач Мета-вікі 4 червня 2005 запропонував зробити сорбську Вікіпедію. За сорбську верхньолужицьку Вікіпедію проголосували: 22 — «за», 1 — «проти». В Мета-вікі проєкт повільно розвивався і 1 жовтня 2006 року він відкрився як самостійний мовний розділ Вікіпедії.
На 3 жовтня 2009 року в ній було 5657 статей, 13 343 сторінок, 3 адміністратори, 50 активних користувачів, 16 ботів, 3308 користувачів. У списку Вікіпедій цей мовний розділ займав 106 місце.
На 3 листопада 2011 року верхньолужицька Вікіпедія досягла таких результатів: 6 920 статей, 17 300 сторінок, 4 адміністратори, 7 300 користувачів, з яких активних — 54. За кількістю статей, у списку з 282-х мовних розділів, верхньолужицький опустився на 121-ше місце.
12 грудня 2015 року кількість статей перевищила 10 000.